# Agustí Montal i Costa
Agustí Montal i Costa (Barcelona, 5 d'abril de 1934 - Barcelona, 22 de març de 2017) va ser un economista i empresari català, president del FC Barcelona entre 1969 i 1977, fill d'Agustí Montal i Galobart, que també havia estat president del FC Barcelona anys enrere.

## Biografia
Era membre d'una important família del sector industrial tèxtil cotoner català. El 1969 fou elegit president del FC Barcelona, càrrec que va ocupar fins al 1977 i que també havia exercit el seu pare anteriorment.
Durant el seu mandat va impulsar el lema catalanista El Barça és més que un Club; de fet, Montal fou un gran defensor del catalanisme. Va introduir per primer cop després de la guerra civil espanyola el català al butlletí del club, en el carnet de soci, i a la megafonia de l'estadi. També va protestar sovint davant la Federació Espanyola de Futbol per la discriminació que patia el club en la contractació de jugadors oriünds (estrangers d'origen espanyol) i pel tracte que rebia dels àrbitres que sovint el perjudicaven (com el cas d'Emilio Guruceta).
Va fitxar el davanter neerlandès Johann Cruyff i altres jugadors internacionals de renom com Johan Neeskens o Hugo Sotil, amb la qual cosa assolí guanyar el campionat de Lliga 1973-1974, després de catorze anys de no guanyar-ne cap. Durant el seu mandat es va inaugurar el Palau Blaugrana i el Palau de Gel. També va adoptar l'actual himne del club escrit per Jaume Picas i Josep Maria Espinàs i musicat per Manuel Valls, que es va estrenar al Camp Nou el 27 de novembre del 1974.
El 1977 va dimitir de la presidència i, després de l'interinatge del seu vicepresident Raimon Carrasco i Azemar, a les posteriors eleccions de 1978 fou elegit president del club Josep Lluís Núñez.
A part de la seva dedicació al món del futbol, Montal també va ser president de l'Asociación industrial textil de proceso algodonero del 1979 al 1985 i president de la Fundació Enciclopèdia Catalana entre 2003 i 2012. Políticament, a les eleccions generals espanyoles de 1982 fou candidat per la província de Barcelona al Senat d'Espanya dins les llistes de Convergència i Unió, però no fou escollit. També fou conseller secretari de La Caixa i de Gas Natural Com a gerent de l'empresa Montalfita, juntament amb el seu germà Josep Maria i 97 empresaris catalans més fou acusat en 1986 de frau a la Seguretat Social demanant la Fiscalia fins a sis anys de presó. El judici es va dur a terme finalment en setembre de 1994 i Agustí Montal va acceptar la culpa a canvi de reduir la pena a onze mesos, raó per la qual no va entrar a la presó. Posteriorment fou vocal de la Federació de Mutualitats de Catalunya, de la que en fou nomenat president en 2005, patró de la Fundació Privada Prevent, President de la Fundació Mutuam Conviure i patró de la Fundació Universitat Oberta de Catalunya (2006-2014).
El 2004 la Generalitat de Catalunya li va atorgar la Creu de Sant Jordi. Va morir el 22 de març de 2017, dia en el qual el llavors president del Barça, Josep Maria Bartomeu, destacà d'ell que «va tenir un paper molt important en un dels moments més delicats del club i del nostre país. Va convertir el Camp Nou en un espai de llibertat». Es va celebrar una cerimònia de comiat l'endemà a la parròquia de Sant Vicenç de Sarrià.